# Tordas
Tordas község Fejér vármegyében, a Martonvásári járásban.

## Fekvése
Fejér vármegye keleti részén fekszik, a Szent László-patak mellett, területének északkeleti széle már a Pest vármegyei Tárnokkal határos. A környező nagyobb települések közül Martonvásár 3, Érd 17, Biatorbágy 18, Bicske 26, Csákvár 27, Budapest pedig kereken 30 kilométerre fekszik. A legközelebbi település a közúton csak innen megközelíthető, ezért zsáktelepülésnek tekinthető Gyúró, 2 kilométerre észak-északnyugati irányban.
Egyetlen jelentősebb külterületi településrésze Erdőmajor, mely Tordas centrumától 3 kilométerre fekszik északkeletre, a tárnoki határban. A 2001-es népszámlálási adatok szerint Erdőmajor lakónépessége 16 főt tett ki, a lakások száma pedig 4 volt. Egy víztorony és hajdani uradalmi épületek találhatóak itt.

### Megközelítése
Központján egyedül a 7-es főút martonvásári szakaszától Gyúróig húzódó 81 108-as út vezet keresztül, amelyen az M7-es autópálya irányából is megközelíthető. Közigazgatási területén a sztráda át is halad – a tárnoki pihenőhely után egy rövid szakaszon, a falu belterületétől több kilométerre keletre –, de a község elérését lehetővé tévő autópálya-csomópont teljes egészében martonvásári területen helyezkedik el.

## Története
A település és környéke már ősidők óta lakott helynek számít, amit a környéken talált nagyszámú bronzkori és római kori lelet is igazol.
Az egykori, itt átmenő római út Ráckeresztúr, Martonvásár, Tordas, Gyúró vonalát érintve Göböljárás pusztánál érte el az egykori Aquincum (Óbuda) – Floriana (Csákvár) egykori római főutat.
A település nevét írásos források 1270-ben említik először, Thordos alakban. Ekkor nemesi birtok volt. A település birtokosa, Martonvásári Gergely itteni földjét és szőleit a margitszigeti apácáknak adta.
1276-ban mint a „Nagy út” melletti Turdos van említve. Egy ez évi pápai összeírás szerint az apácák itt három nagy szőlőt birtokoltak Chaba néhai felesége hagyatékából.
1328-ban Tardas néven említik, mint Mortunwasara melletti helyet. Egy oklevél szerint ez évben (Tétény nemzetség-beli) Péter bán fia Lőrinc fia Pál mester Tordast 50 M-ért eladta Gyletus fia Miklósnak.
A fennmaradt írásos adatok szerint Tordas (Tardos) 1328-ban Martonvásár, és 1337-ben Kuldó (ma Gyúró) határaként van említve. Kuldó határa akkor a tordasi (tardosi) templomig ért, és szelte a falu kertjét.
A település lakói – már az Árpád-korban is – főleg mezőgazdaságból, szőlőművelésből élnek.
Azonban nagy az ingázás a közeli nagyvárosok felé is.
A török uralom alatt elnéptelenedett település 1697-ben vált a Sajnovics család tulajdonává, akik 1713. március 6-án kötöttek betelepítési szerződést a telepeseket képviselő Varga Lőrinccel és Juhász Istvánnal, mely után megkezdődött Tordas újra népesítése. A megállapodás értelmében, a felvidékről - főleg Nyitra, Turóc és Pozsony vármegyékből - érkezők kaptak engedélyt a letelepedésre. Sajnovics Mátyás a szerződés hetedik pontjában - majdnem hetven évvel megelőzve II. József türelmi rendeletét - vallási szabadságot biztosított a letelepedőknek. Szó szerint a következőket írta: "Vallásokon levő prédikátort szabadon tarthatnak maguknak, és tőlem a legkisebb háborgatása sem lészen". Ez indította a szinte egészében evangélikus felvidéki telepeseket, hogy kemény munkával felépítsék a falut és otthont teremtsenek maguknak. 
A telepesek felvidéki eredete több forrásból is igazolható, Tordason az anyakönyvezést és az egyházi adminisztrációt 1733-ban indította meg egyedüliként az evangélikus egyház, a dokumentumok nyelve a szlovák volt. Habár egyaránt szlovák és magyar családnevek is előfordultak betelepülők között, ez arra enged következtetni, hogy a szlovák volt az istentiszteletek és a falu életének elsődleges nyelve az adott korban. Ezen kívül a Tordason akkortájt előforduló és egészen a mai napig jelenlévő ritka családnevek párjai is megtalálhatóak a fentebb említett szlovákiai területeken napjainkban is. Az ős-tordasi népesség felvidéki eredetét a modern genetika eszközeivel is igazolni lehet, egy több tordasi leszármazott részvételével készült magánkutatás eredményeként, a résztvevőkről sikerült megállapítani, hogy DNS-ük nem a fejér megyei és magyarországi minták közé illeszkedik, hanem legközelebbi találatként a mai szlovákiai Nyitra, Trencsén, Zsolna régiókat hozta ki számukra, ami egybevág Szlovákia evangélikusok által lakott régióival.  
A faluhoz tartozó földek a két világháború között már nem tudtak megélhetést biztosítani az egész lakosságnak. Ez az áldatlan helyzet ébresztette fel a szövetkezeti gondolatot, melynek vezetője Podhraczky János evangélikus esperes volt. Munkájának elismeréséül a Hangya Szövetkezet 1938-ban Tordast választotta ki arra, hogy dán mintára az ország első Hangya Szövetkezeti mintafaluja legyen. A Hangya szövetkezet építette a falu majdnem mindegyik, ma is működő, középületét, a kultúrházat, a vendéglőt, a Fajtakísérleti Állomást, az orvosi rendelőt, tornaterem épületét. Sajnos nagyszabású terveiket keresztülhúzta a II. világháború.
1945 után a falu közigazgatását a szomszédos Gyúró településsel vonták össze.
A családsegítő és gyermekjóléti, építésügyi feladatok ellátására társulást hoztak létre Martonvásár, Gyúró, Kajászó és Tordas települések bevonásával.

### Egyéb érdekességek
2011-ben itt mérték az ország legalacsonyabb éves csapadékösszegét. Ebben az évben mindössze 251 mm csapadék hullott a településen.

## Közélete

### Polgármesterei
- 1990–1994: Farkas János (független)[13]
- 1994–1998: Farkas János (független)[14]
- 1998–2002: Farkas János (független)[15]
- 2002–2006: Farkas János (független)[16]
- 2006–2010: Juhász Csaba (független)[17]
- 2010–2014: Juhász Csaba (független)[18]
- 2014–2019: Juhász Csaba (független)[19]
- 2019–2024: Juhász Csaba (független)[20]
- 2024– : Márkus Pál (független)[1]

## Népesség
A település népességének változása:
| Lakosok száma | 2064 | 2038 | 2083 | 2229 | 2290 | 2305 | 2312 |
|               | 2013 | 2014 | 2015 | 2021 | 2022 | 2023 | 2024 |

A 2011-es népszámlálás során a lakosok 83,7%-a magyarnak, 0,4% cigánynak, 0,2% lengyelnek, 1,5% németnek mondta magát (16,3% nem nyilatkozott; a kettős identitások miatt a végösszeg nagyobb lehet 100%-nál). A vallási megoszlás a következő volt: római katolikus 23,4%, református 9,6%, evangélikus 12,5%, görögkatolikus 0,3%, izraelita 0,2%, felekezeten kívüli 20,7% (30,5% nem nyilatkozott).
2022-ben a lakosság 90,3%-a vallotta magát magyarnak, 1,4% németnek, 0,3% szlováknak, 0,3% cigánynak, 0,2% lengyelnek, 0,1-0,1% szerbnek, görögnek, örménynek, ukránnak és románnak, 4,4% egyéb, nem hazai nemzetiségűnek (9,5% nem nyilatkozott; a kettős identitások miatt a végösszeg nagyobb lehet 100%-nál). Vallásuk szerint 18,8% volt római katolikus, 10,5% evangélikus, 7,5% református, 0,3% görög katolikus, 0,1% ortodox, 2,1% egyéb keresztény, 0,8% egyéb katolikus, 14,2% felekezeten kívüli (45,4% nem válaszolt).

## Nevezetességei

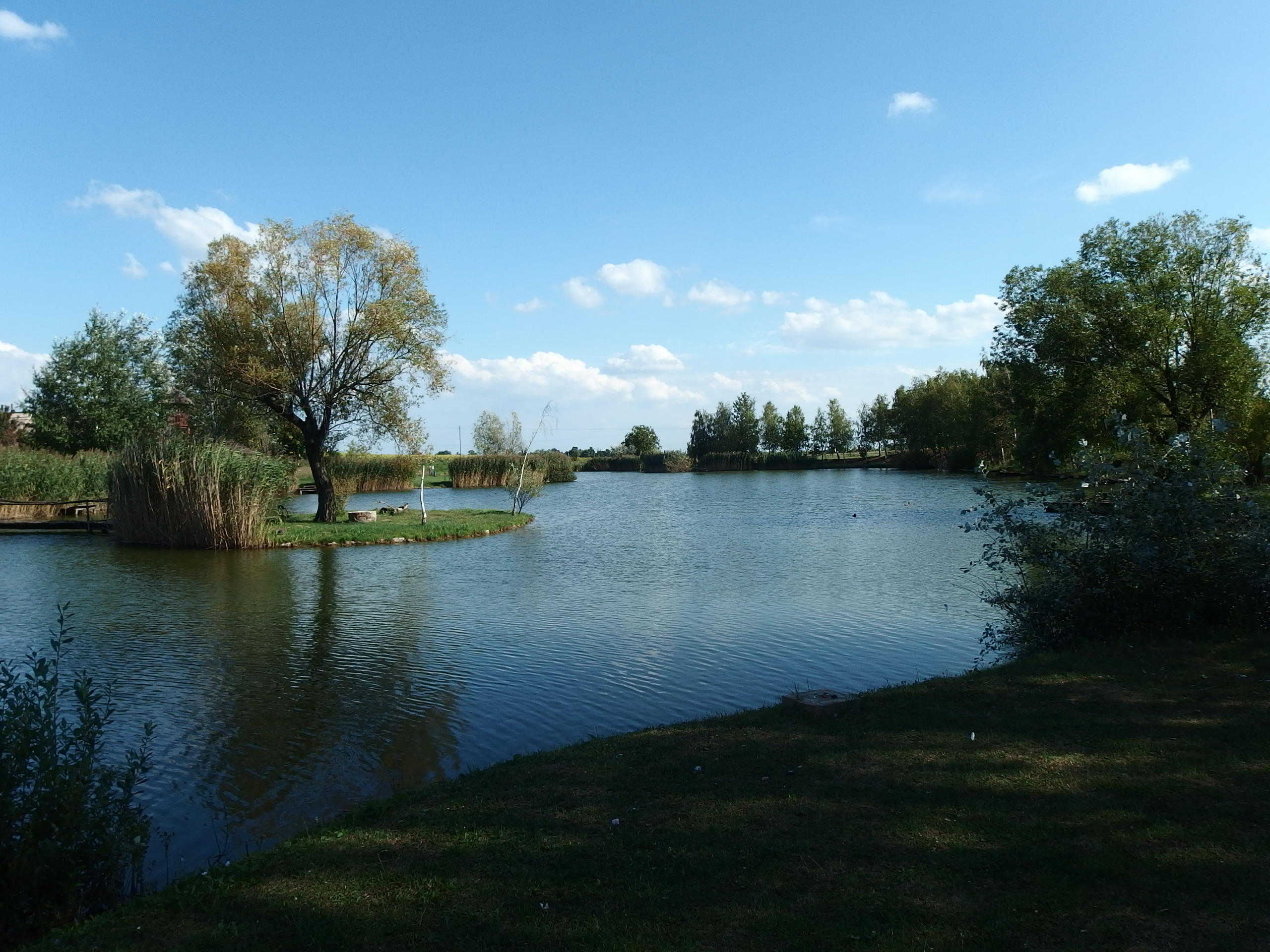
A tordasi tó

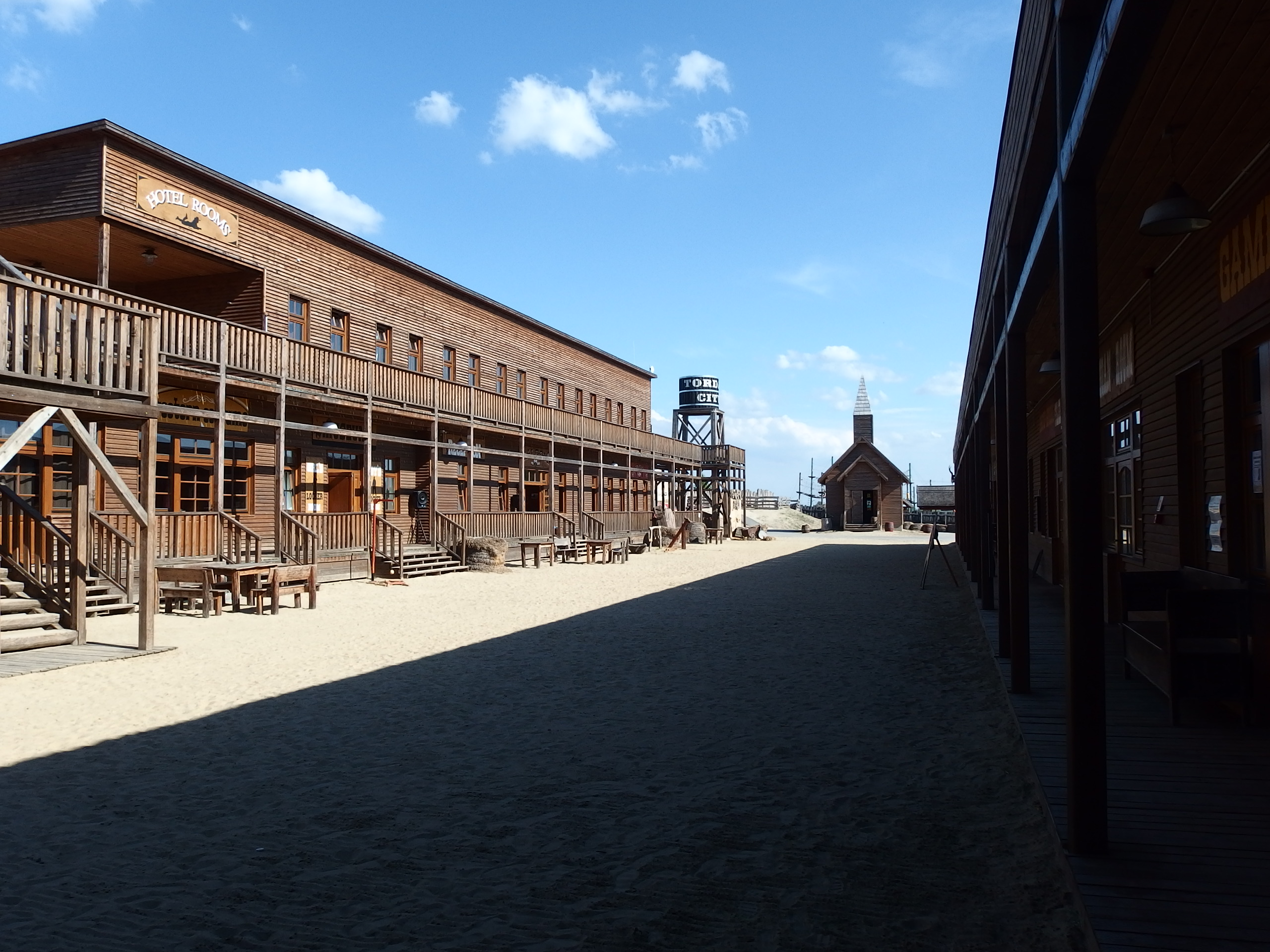
A Western-falu főutcája

- Katolikus templom
- Evangélikus templom
- Horgász-tó
- Sajnovics-kastély
- Tordas Rádió - FM 90.0 MHz - Magyarország első szabad falurádiója "fogható falutáblától falutábláig".
- Copy Con (ragga zenész) készített egy számot a községről Tordas címmel
- Tordasi Élményfalu (Western-falu, kalandpark, tó, tájház, csárda)

## Híres emberek
- Itt született 1733. május 12-én Sajnovics János, a finnugor nyelvrokonság korai kutatója.
- Tizennégy éves koráig itt élt Cseh Tamás zeneszerző, énekes.
- 1954-től évtizedeken át itt működött Csupor Zoltán Mihály (1919–1995) római katolikus pap, szalézi szerzetes. Több 1000 tételből álló kultúrtörténeti gyűjteményét a Gödöllői Városi Múzeumra hagyta.[23]

## Galéria
- Sajnovics-kastély
- Gyümölcsoltó Boldogasszony-templom
- Tordasi Csárda
- Tájház belseje
- Tordasi-horgásztó
- Hangya Művelődési Ház Petőfi-szoborral
- Millenniumi emlékmű
- Sajnovics János-emlékmű

## Külső hivatkozások
- Tordas község honlapja